# Estifídids
Els estifídids (Stiphidiidae) són una família d'aranyes araneomorfes, descrita per R. de Dalmas el 1917. El 1967 Lehtinen la va situar com una subfamília () dins els amauròbids. L'any 1973 R.R. Forster i C.L. Wilton proposaren el nivell taxonòmic de família.
Són de mida petita (Stiphidium facetum fa uns 8 mm de llargada) i construeixen com una tenda horitzontal sota les pedres. Moltes espècies són marrons amb potes llargues. La major part es troben a Nova Zelanda i Austràlia, a excepció de dues espècies del gènere Ischalea, una de Madagascar (I. incerta) i l'altra de l'illa Maurici.

## Sistemàtica
Segons el World Spider Catalog amb data de 13 de gener de 2019, aquesta família té reconeguts 20 gèneres i 125 espècies. El canvis recents són importants en nombre i en els gèneres que formen part de la família. El 28 d'octubre de 2006 hi havia 13 gèneres i 49 espècies però alguns dels gèneres s'han transferit a altres famílies (Baiami, Barahna, Cambridgea, Corasoides, Ischalea, Nanocambridgea han passat a formar part dels dèsids) i el gènere Neolana s'han incorporat als estifídids.
La llista dels 20 gèneres és la següent:
- Aorangia Forster & Wilton, 1973
- Asmea Gray & Smith, 2008
- Borrala Gray & Smith, 2004 (Austràlia)
- Carbinea Davies, 1999
- Couranga Gray & Smith, 2008
- Elleguna Gray & Smith, 2008
- Jamberoo Gray & Smith, 2008
- Kababina Davies, 1995
- Karriella Gray & Smith, 2008
- Malarina Davies & Lambkin, 2000
- Marplesia Lehtinen, 1967
- Neolana Forster & Wilton, 1973
- Neoramia Forster & Wilton, 1973
- Pillara Gray & Smith, 2004 (Austràlia)
- Procambridgea Forster & Wilton, 1973 (Austràlia)
- Stiphidion Simon, 1902 (Austràlia, Nova Zelanda)
- Tartarus Gray, 1973 (Austràlia)
- Therlinya Gray & Smith, 2002 (Austràlia)
- Tjurunga Lehtinen, 1967 (Tasmània)
- Wabua Davies, 2000

### Superfamília
Els estifídids havien format part dels licosoïdeus (Lycosoidea), una superfamília formada per dotze famílies entre les quals cal destacar pel seu nombre d'espècies: els licòsids (2.304), els ctènids (458), els oxiòpids (419) i els pisàurids (328). Les aranyes, tradicionalment, havien estat classificades en famílies que van ser agrupades en superfamílies. Quan es van aplicar anàlisis més rigorosos, com la cladística, es va fer evident que la major part de les principals agrupacions utilitzades durant el segle XX no eren compatibles amb les noves dades. Actualment, els llistats d'aranyes, com ara el World Spider Catalog, ja ignoren la classificació de superfamílies.